# Jorge Rafael Videla
Jorge Rafael Videla Redondo (2. srpna 1925, Mercedes – 17. května 2013, Marcos Paz, Argentina) byl argentinský voják z povolání, státník a diktátor (de facto „prezident Argentiny“) v letech 1976 až 1981 (v době vojenské diktatury).

## Armádní kariéra
Narodil se 2. srpna 1925 do rodiny plukovníka, vojáka z povolání Rafaela Eugenia Videla (1888–1952) a Maríe Olgy Redondy Ojey (1897–1987) ve městě Mercedes, na předměstí Buenos Aires. V roce 1944 vystudoval Colegio Militar de la Nación (argentinská škola vojenských umění). V roce 1971 získal hodnost brigádního generála, o dva roky později byl jmenován náčelníkem generálního štábu armády.
V listopadu 1971 řídil potlačení nepokojů v provincii Tucumán. V roce 1975 byl jmenován prezidentkou Isabelou Perónovou vrchním velitelem pozemních sil. Tento rok se také opět střetl s jednotkami marxistických partyzánů (ERP) v Tucumánu, kde je také úspěšně porazil. Operace skončila masakrem stovek těchto levicových radikálů.
Na vrchol moci se dostal během státního převratu 24. března 1976 svrhnutím prezidentky Isabely Perónové, vdovy po diktátorovi Juanu Perónovi. O dva dny později je oficiálně jmenován prezidentem.

## Teror
Po plném převzetí moci vojenská junta rozpustila národní radu, zavedla tvrdou cenzuru, zrušila činnost odborů a všechny orgány státní správy se dostaly pod přímou kontrolu armády.
V zemi byla rozpoutána vlna teroru, odhady obětí mezi levicovými aktivisty a disidenty vůči režimu se pohybují od 8960 (oficiální materiály poskytnuté argentinskou vládou) do 30 000 (odhad organizací pro lidská práva). Tito lidé byli mučeni, vyhazováni zaživa z letadel nad mořem anebo zaléváni do betonu. Tyto represe se nevyhnuly ani dětem či ženám.
I přes tyto násilnické projevy se režim lišil od režimu Pinocheta v sousedním státě Chile.

## Zahraniční politika
Jeho zahraniční politika byla podobně zbrklá jako politika doma. V rozmezí let 1977 a 1978 hrozila Argentině válka kvůli roztržkám s Chile o vlastnictví několika ostrovů. Konflikt byl naštěstí vyřešen diplomaticky papežem. I vztahy s USA upadaly, hlavně v dobách prezidenta Cartera. Důvodem byl větší důraz na lidská práva ze strany americké administrativy.
V roce 1980 navštívil Čínu.

## Soudní spory
V roce 1983 po obnovení demokracie v Argentině byl bývalý diktátor postaven před soud.
O dva roky později, v roce 1985 byl odsouzen k doživotnímu vězení za jeho přímou vinu na mučení a porušování lidských práv v dobách jeho vlády. Roku 1990 byl ovšem prezidentem Carlosem Menemem omilostněn. O osm let později byl znovu zatčen, tentokrát pro obvinění z únosů dětí politických protivníků. V prosinci téhož roku vydalo Švýcarsko mezinárodní zatykač. Důvodem bylo vyšetřování záhadného zmizení švýcarského občana Alexise Jaccarda v roce 1977.
V roce 2003 německá strana vydala zatykač pro podezření, že nese vinu za smrt německých občanů, Elisabethy Käsemannové a Manfreda Tsishanka.
V roce 2006 bylo jeho omilostnění z roku 1990 prohlášeno za protiústavní, a byl 30. října 2008 opět zatčen a internován ve vojenském vězení.
22. prosince 2010 byl definitivně odsouzen k doživotnímu vězení pro vraždu 31 politických vězňů. Videla se hájil prohlášením, že svými metodami zabránil úpadku země do anarchie.
V červenci 2012 byl odsouzen k 50 letům vězení za to, že režim pod jeho vedením systematicky unášel děti příznivců opozice.
Zemřel přirozenou smrtí ve vězení dne 17. května 2013.